# Variationsnamn
Variationsnamn är en term inom namnforskning som används för huvudnamn (förnamn) som historiskt bildades genom sammansättning av två namnleder som fogats samman enligt traditionella mönster där den ena namnleden sammanfaller med förälderns. Det som urskiljer variationsnamnen från andra sammansatta namn är deras släkskapsbildande funktion i tider före efternamn brukades. Om fadern hette Ødhger kunde sonen kallas Ødhmund eller kanske Thorger, och dottern kunde ärva delar av faderns namn till ett egennamn som Ødhborgh eller Ødhild.
Bland de namnelement som användes för variationsnamn kan iakttagas att efterleden var könsbestämmande, och därför inte kunde kombineras hur som helst. Ord med maskulint genus, som sten och ger, kunde således bara utgöra slutled för mansnamn. Motsvarande gäller ord med feminint genus: borgh och run användes bara som slutled för kvinnonamn. Ord i neutrum undveks helt som efterled: Folk brukades därför endast som förled. Det kan dock nämnas att vissa efteled, som -løgh (även -logh), bildade både mansnamn och kvinnonamn. Från vår tid kan tyckas svårt att skilja vilket av namnen Hærløgh och Sigløgh som maskulint, dock hölls namnen bildade med denna efterled tydligt isär i fornspråket genom grammatiska ändelser, så det rörde sig inte om några könsneutrala namn i detta fall.

## Fornsvenska namnleder

### Förleder
- Arn-
- As-
- Borgh-
- Bot-
- Bryn(j)-
- Fast-
- Fin-
- Folk-
- Fridh-
- Frø-
- Ger-
- Gis(l)-
- Grim-
- Gudh-
- Gun-
- Gøt-
- Hal-
- Har-
- Hidhin-
- Hild-
- Hiælm-
- Holm-
- Hær-
- Ighul-
- Ing-, Inge-
- Io-
- Krist-
- Kætil-
- Lind-
- Mæghin-
- Od-, Ud-
- Orm-
- Ragn-
- Ring-
- Rodh-
- Run-
- Rødh-
- Sigh-
- Sten-
- Styr-
- Thing-
- Thiudh-
- Thor-
- Thør-, Thyr-
- Ulf-
- Vi-, Væ-
- Vigh-
- Æn-, Ærn-
- Æs-
- Ø-
- Ødh-